# Passeport mauritanien
Le passeport mauritanien (en arabe : جواز سفر موريتاني) est un document de voyage international délivré aux ressortissants mauritaniens, et qui peut aussi servir de preuve de la citoyenneté mauritanienne.

## Nécessité d'un visa
Pays sans visa ou avec visa à l'arrivée pour un possesseur d'un passeport mauritanien:

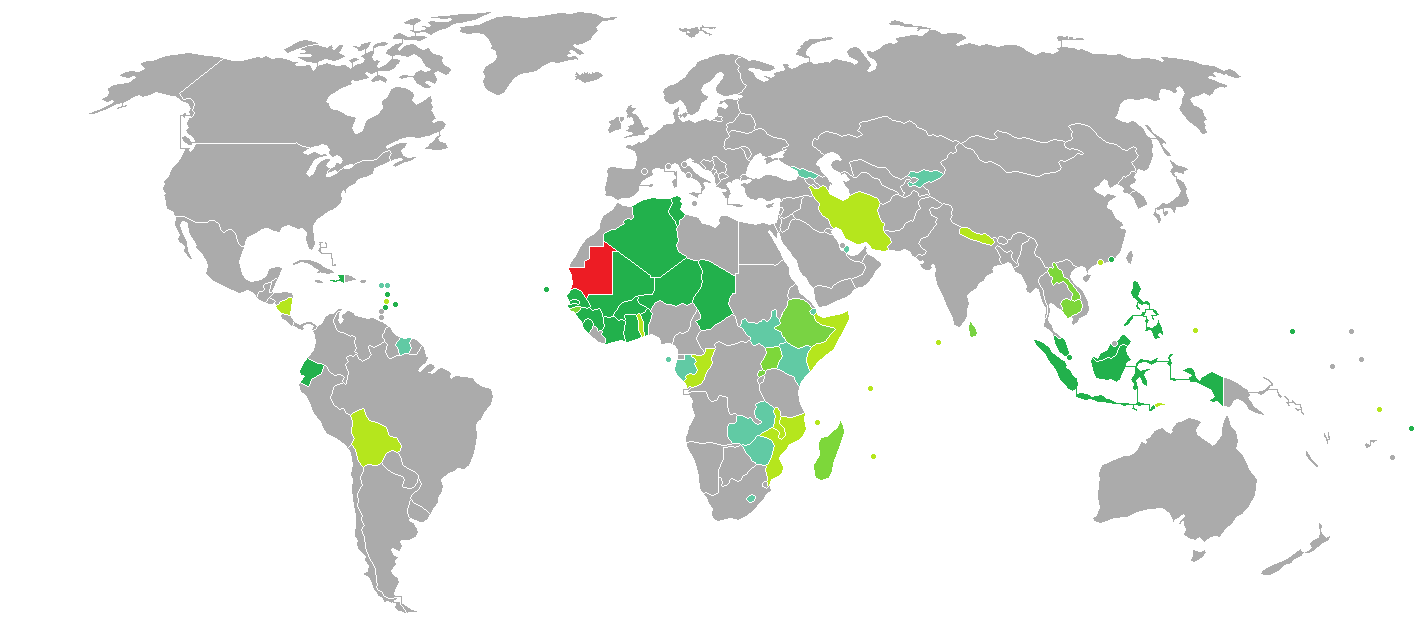
Mauritanie
Visa non nécessaire
Visa à l'arrivée
Système de visa électronique
Visa électronique ou à l'arrivée
Visa requis avant l'arrivée
Interdiction de voyager

Algérie, 
Burkina Faso,  
Barbados, 
Bénin,
Bolivie,
Côte d'Ivoire,
Cap-vert,
Congo-brazzaville, 
Dominique, 
Guinée Bissau,
Guinée Conakry,
Gambie,
Gabon,
Hong Kong,
Iran,
Indonesie, 
Gabon, 
Kenya,
Libye,
Liberia,
Malaisie,
Mali,
Niger,
Philippine,
République Centrafricaine, 
Sierra Leone, 
Singapour, 
Sénégal, 
Syrie,
Thaïlande, 
Tunisie,
Togo,
Tchad.
- Mauritanie
- Visa non nécessaire
- Visa à l'arrivée
- Système de visa électronique
- Visa électronique ou à l'arrivée
- Visa requis avant l'arrivée
- Interdiction de voyager